# Val Senales
Le val Senales (Schnalstal en allemand) est situé dans le Trentin-Haut-Adige à 10 km de Mérano. Il tire son nom de la municipalité de Senales et du ruisseau Senales qui coule dans le fond de la vallée. Les hameaux de Maso Corto, Vernago, Monte Santa Caterina, Certosa, Madonna di Senales et le parc naturel Gruppo di Tessa s'y trouvent. 

## Localités

### Maso Corto (ou Corteraso)
Maso Corto (ou Corteraso) est situé à l'altitude de 2 000 mètres, au fond de la vallée. Un téléphérique part de la localité et mène à la Croda delle Cornacchie (3 220 m), le point culminant du glacier Giogo Alto, sur lequel s'étendent la plupart des installations de ski du val Senales. 

### Vernago
Vernago est situé au 1 700 m juste sur les rives du lac artificiel homonyme. Plusieurs sentiers de montagne partent du lac, dont celui qui mène au glacier Senales, près duquel Ötzi, a été découvert en 1991. 

### Monte Santa Caterina
Monte Santa Caterina est situé au 1 245 m en territoire assez plat ; le hameau comprend une série de fermes anciennes et tire son nom de l'église homonyme.

### Certosa

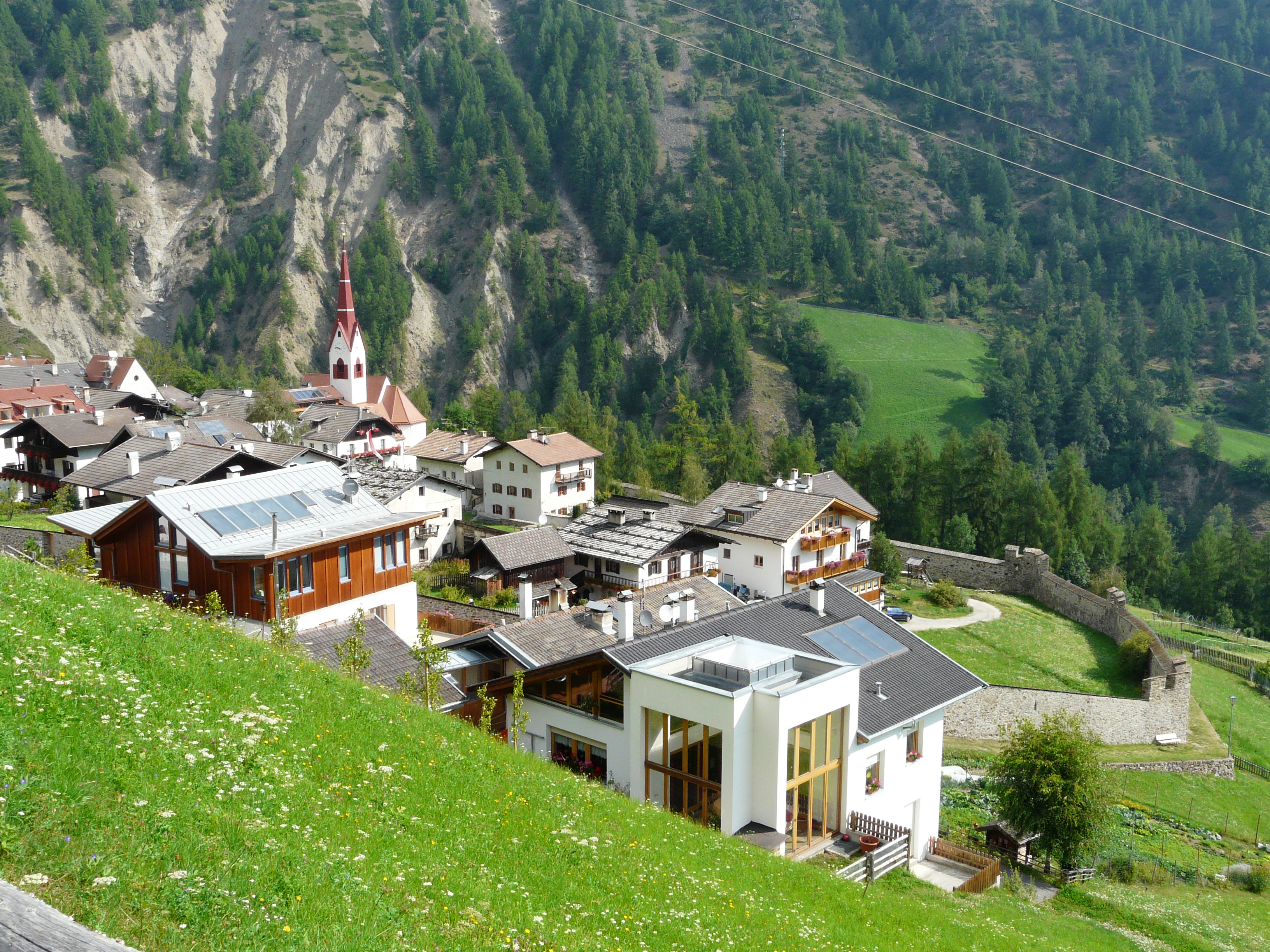
Certosa vue depuis le chemin de la malga del Convento.

La localité Certosa tire son nom d'un monastère chartreux construit en 1326 par les pères chartreux. Détruit par un incendie vers 1700, il a ensuite été restauré et certaines parties du complexe sont encore visibles aujourd'hui. En particulier, les cellules de certains moines, les cuisines et le cloître, montrant encore des fresques anciennes. 

### Madonna di Senales
Madonna di Senales est situé à une altitude d'environ 1 500 m. Le centre remonte au début du XIVe siècle lorsque, selon la tradition, une statue de la Vierge a été retrouvée. Elle est encore préservée aujourd'hui dans l'église locale. L'église, construite dans le style gothique tardif, a ensuite été modifiée en 1765 sous des formes baroques. La ville possède également l'Archéoparc, un musée qui reconstitue la vie des anciens habitants de cette vallée et parmi eux les plus célèbres, à savoir Ötzi, l'homme momifié trouvé dans un glacier de la région.

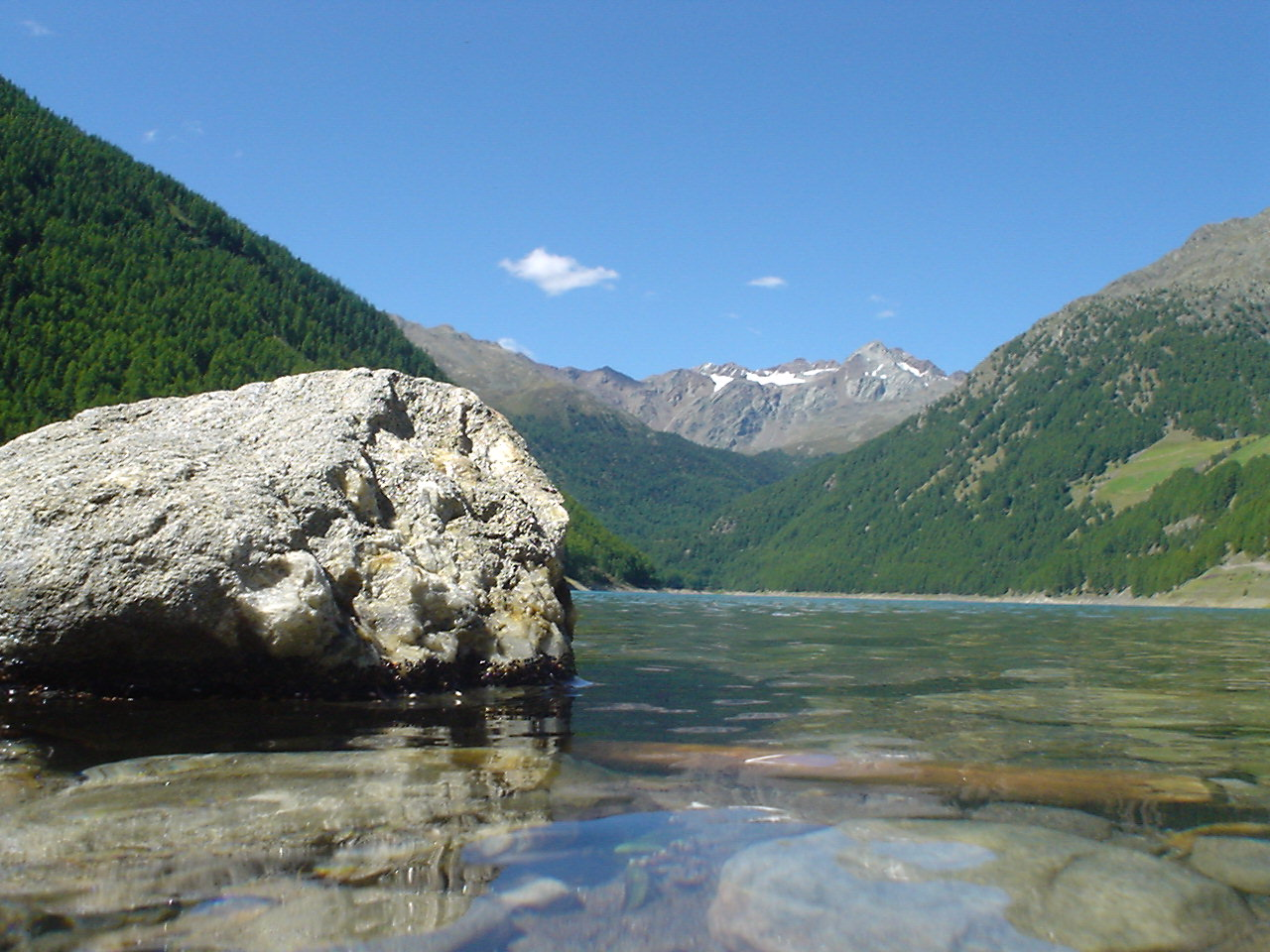
Vue sur le lac de Vernago.
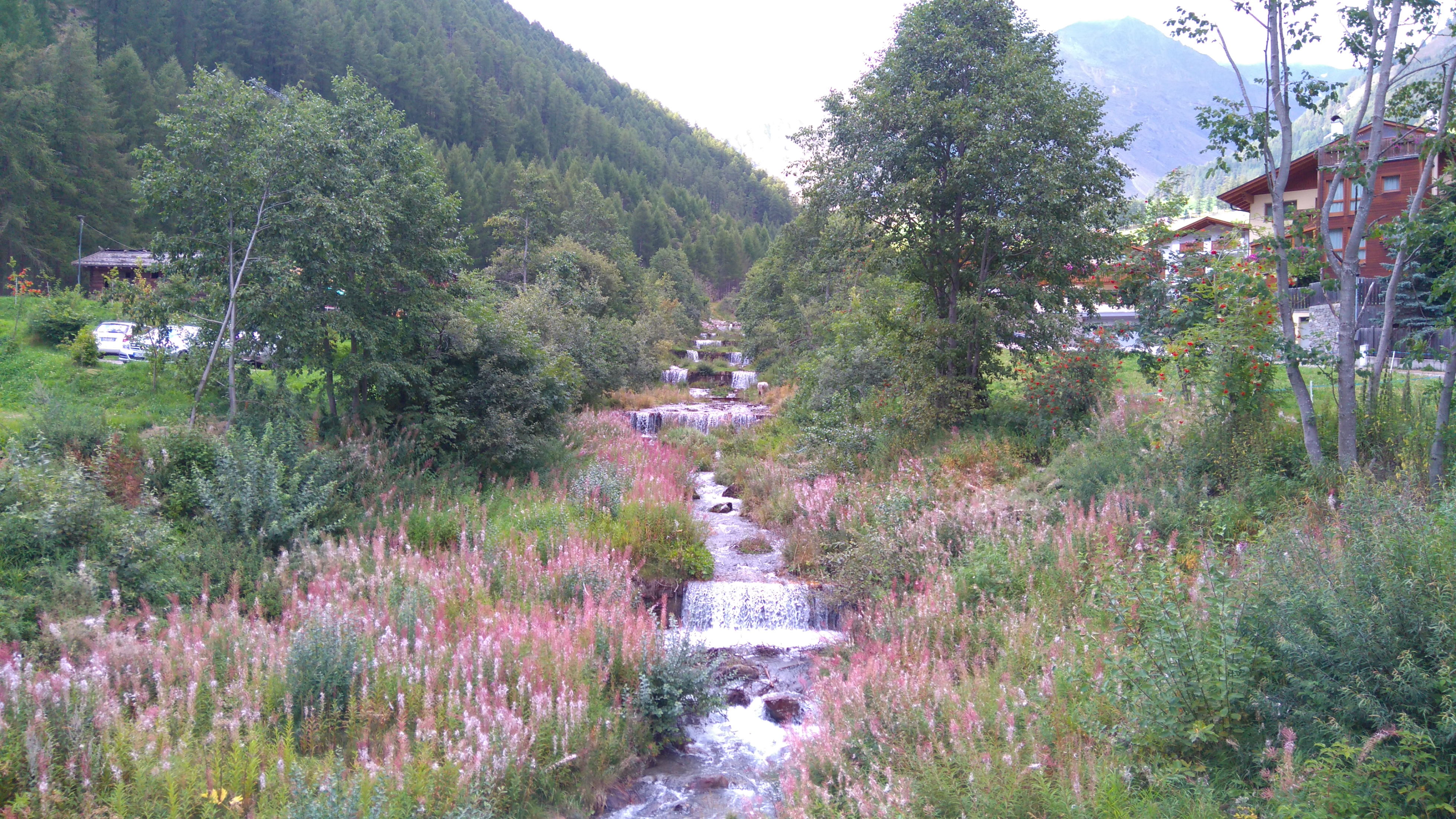
Rio Senales (Madonna di Senales).